# Simon Hansen
Simon Hansen (30 juni 1998) is een Deens sprinter. Hij nam tweemaal deel aan de Olympische Zomerspelen en is Deens recordhouder op zowel de 100 meter als de 200 meter.

## Biografie
In 2021 nam Hansen met zijn landgenoten Tazana Kamanga-Dyrbak, Kojo Musah en Frederik Schou-Nielsen deel aan de 4x100 meter tijdens de uitgestelde Olympische Zomerspelen in Tokio, waarin ze werden uitgeschakeld in de reeksen. Tijdens de World Athletics Relays 2021 behaalde hetzelfde viertal de bronzen medaille op de 4x100 meter. Hansen nam in 2024 deel aan de de 100 meter tijdens de EK in Rome. Hansen kon zich niet kwalificeren voor de finale, maar na het afhaken van Robin Ganter voor de finale werd Hansen heropgevist. In deze finale liep Hansen naar de 7e plaats. Samen met Emil Mader Kjær, Jacob Hvorup en Frederik Schou-Nielsen liep Hansen in de finale van de 4x100 meter naar de 6e plek.

## Titels
- Deens kampioen 100 m - 2023, 2024
- Deens kampioen 200 m - 2016, 2019, 2022
- Deens indoorkampioen 60 m - 2020, 2023, 2024

## Persoonlijke records
Outdoor
| Onderdeel | Prestatie    | Datum            | Plaats   |
| --------- | ------------ | ---------------- | -------- |
| 100 m     | 10,11 s (NR) | 29 juni 2024     | Hvidovre |
| 200 m     | 20,49 s (NR) | 5 september 2021 | Aarhus   |
| 4 x 100 m | 38,16 s (NR) | 5 augustus 2021  | Tokio    |

Indoor
| Onderdeel | Prestatie | Datum           | Plaats |
| --------- | --------- | --------------- | ------ |
| 60 m      | 6,58 s    | 23 januari 2024 | Aarhus |

## Palmares

### 60 m
- 2021: 6e in series EK Indoor - 6,83 s
- 2023: 5e in ½ fin. EK Indoor - 6,65 s

### 100 m
- 2024: 7e EK - 10,19 s
- 2024: 7e in series OS - 10,39 s

### 200 m
- 2022: 5e in series WK - 20,80 s
- 2022: DNS in ½ fin. EK

### 4x100 m
- 2021: 7e in series OS - 38,16 s
- 2021:  World Athletics Relays - 39,56 s
- 2022: DNF in series WK
- 2024: 6e EK - 39,21 s

### 4x200 m
- 2021: DNF World Athletics Relays